# Joachin (roi de Juda)
Pour les articles homonymes, voir Joachin.
Joachin (ou Jéchonias), en hébreu יהויכין (Yehôyakhîn), né vers 616 av. J.-C., est un roi de Juda de décembre 598 av. J.-C. au 16 mars 597 av. J.-C.. Il est le fils du roi Joiaqim et de Nehoushta la fille d'Elnathan de Jérusalem, et un contemporain du prophète Jérémie. Au VIe siècle av. J.-C., après la défaite du royaume de Juda face à Nabuchodonosor II, il est exilé à Babylone et libéré par Amel-Marduk vers 562 av. J.-C. après trente-sept ans de captivité.

## Vie et règne
En décembre 598 av. J.-C., tandis que Nabuchodonosor II marche sur le royaume de Juda, Joiaqim meurt, peut-être assassiné et est remplacé par son jeune fils Joachin qui ne règne que trois mois et dix jours,.
Tandis que les Édomites s'emparent du Néguev, Nabuchodonosor prend Jérusalem révoltée le 16 mars 597 av. J.-C.. Le roi Joachin, sa mère Nehoushta, ses femmes, les fonctionnaires de sa cour et les principaux personnages du pays sont déportés à Babylone ainsi que les hommes vaillants (7 000 personnes), les artisans et les bâtisseurs de remparts (1 000 personnes) et les hommes de guerre. Au total 10 000 personnes sont déportées et il ne reste plus que les petites gens du peuple. Nabuchodonosor pille les trésors du Temple de Salomon et du palais royal et institue comme roi un oncle de Joachin, Mattaniah fils de Josias, qui prend le nom de Sédécias. Ce dernier se révèle un roi faible, manipulé par les officiers qui l’entourent.
Plusieurs documents administratifs découverts près de la porte d'Ishtar à Babylone par l'archéologue allemand Robert Koldewey et traduits par l'assyriologue allemand Ernst Friedrich Weidner  datent du règne de Nabuchodonosor II et mentionnent Joachin. Ces documents recensent des rations (en) de nourriture attribuées au roi et à cinq de ses fils et se trouvent au musée de Pergame sur l'île aux Musées à Berlin.
Selon le livre des Rois, Amel-Marduk, qui succède à Nabuchodonosor, libère Joachin après trente sept ans de captivité, en 562 av. J.-C..
Lors des fouilles de Tell Beit Mirsim dans la Shéphélah en 1928-1930, W. F. Albright a découvert deux fragments d'anses de jarres portant l'inscription hébraïque l˒lyqm n˓r ywkn qui signifie « à Eliakim serviteur de Yokin ». Une inscription identique a été retrouvée à la même période à Bet Shemesh, puis une autre en 1961 à  Ramat Rachel lors des fouilles de Yohanan Aharoni. Le nom Yokin a longtemps été interprété comme une forme courte du nom (Yeho)yakin, c'est-dire désignant le roi Joachin. Eliakim aurait donc été un fonctionnaire royal au service du royaume de Juda. Cependant, on considère aujourd'hui que ces inscriptions sont très antérieures au règne de Joachin. Elles sont plutôt datées du VIIIe siècle av. J.-C. et ne se rapportent donc pas à lui.

## Descendance
Les fils de Joaquin sont Chealtiêl (en), Melchiram, Phadaïa, Sermeser, Jérémie, Sama et Nadabia (1 Chroniques 3,17-18). La traduction Segond de la Bible donne comme fils Assir à la place de Chealtiêl car comme dans la Septante, elle traduit le verset 17 par  fils de Jéconias : Assir, dont le fils fut Schealthiel, là où la Bible du Rabbinat ou la Traduction œcuménique de la Bible traduisent par fils de Yekhonia captif : Chealtiêl, son fils  (en hébreu assir signifie « captif »).
L’aîné de ses fils, Chealtiel, est le père de Zorobabel qui deviendra gouverneur de la province perse de Judée.
Joseph époux de Marie est un descendant de Joachin.